# Boguchwała (imię)
Boguchwałaⓘ, Bogufała – staropolskie imię żeńskie, złożone z członu Bogu- ("Bóg", ale pierwotnie "los, dola, szczęście") i -chwała ("chwalić, sławić, dziękować"). Prawdopodobnie oznaczało "tę, która sławi szczęście", późn. "tę, która sławi Boga". W źródłach polskich poświadczone od XIII wieku.
Męskie odpowiedniki: Boguchwał, Boguchał, Bogufał, Bogofał, Bogchwał, Bochwał, Bofał.
Boguchwała imieniny obchodzi 18 marca i 23 września